# 佐々木宏 (クリエイティブディレクター)
佐々木 宏（ささき ひろし、1954年10月18日 - ）は、日本のクリエイティブディレクター、電通出身。

## 略歴
1954年、熊本県八代市生まれ。
1973年、東京都立小石川高等学校卒業。
1977年、慶應義塾大学法学部政治学科卒業、電通入社。
電通では新聞雑誌局に6年。宣伝会議のコピーライター養成講座を受け、クリエーティブ局に転局。
以後20年にわたり、電通でコピーライター、クリエーティブディレクター、クリエーティブ局長職を歴任。
2003年、電通の100%子会社である「シンガタ」を設立。
2019年、自身の個人事務所である「連」を立ち上げた。
2020年12月23日、東京五輪組織委員会は、東京五輪（オリンピック・パラリンピック）の開閉会式の演出につき、新たに佐々木を総合統括に起用すると発表した。
2021年3月17日、文春オンラインによって、佐々木が式典に出演予定だった渡辺直美の容姿を侮辱するような内容の演出をグループLINEで提案していたことが明かされた。これを受け佐々木は3月18日未明、五輪組織委員会を通じて謝罪文を公表した。同日、組織委員会の橋本聖子会長は佐々木の辞任を発表した。

## 主な仕事
- 東海旅客鉄道 「そうだ 京都、行こう。」

- サントリー 「BOSS」（新発売、矢沢永吉シリーズから現在のトミーリージョーンズシリーズまで）、「モルツ」（モルツ球団など）、「ウィスキー」（KONISHIKI・リザーブ友の会）、「DAKARA」「ビタミンウォーター」など。
- KDDI 「KDDI合併広告」「auブランド広告」「au by KDDIシリーズ」「au-design-project」など。
- トヨタ自動車 2011年から「ReBORN」キャンペーンをスタート。ビートたけしと木村拓哉を秀吉と信長の生まれ変わりとして、東北ドライブに出かけるシリーズと、ドラえもんの実写版シリーズ。ジャン・レノをドラえもんに据えるなど。
- ソフトバンクモバイル ケータイ事業参入からの全広告プロジェクト並びに全キャンペーン。「＝SoftBankのC.I.」「ブラッド・ピット＆キャメロン・ディアス」「予想外シリーズ」「白戸家シリーズ」「SMAPシリーズ[10]」など。福岡ソフトバンクホークスの広告や、ユニホーム、ショップのデザイン。
- 全日本空輸 「ニューヨークへ、行こう。」(9.11直後の新聞広告)、「松坂大輔 ハンバーガー計画」、「SMAPシリーズ」「高速中国ANA」「長嶋茂雄シリーズ」「旅割」「エコ割」「石川遼シリーズ」など。
- 江崎グリコ 「OTONA GLICO」（25年後の磯野家という設定のサザエさんシリーズ。宮沢りえをワカメ、小栗旬をイクラちゃんとして起用）。
- 資生堂 「UNO FOGBAR」新発売キャンペーン。
- 富士フイルム 「フジカラー」、「樹木希林シリーズ」、「お正月を写そう」や、化粧品「ASTALIFT」（中島みゆき＆松田聖子、小泉今日子＆松田聖子シリーズ、松たか子）
- 福井県一乗谷 朝倉氏遺跡のある福井県一乗谷のキャンペーン。

- 三井不動産レジデンシャル他 「芝浦アイランド」（街づくりから、SMAP広告、ショールームプロデュース。）
- 東京海上日動 合併キャンペーン、自動車保険（SMAPシリーズ）など。
- AEON ブランドコンセプト構築と、「singing♪AEON」キャンペーンなど。
- 松坂大輔プロジェクト（ANA／HITACHI／キリンビバレッジ／CASIO／ミズノ 5社のトータルディレクション。）
- 新聞社60社共同声明「ニッポンをほめよう。」
- キリン一番搾り生ビール新発売
- 自民党
- フジテレビ
- ぴあ
- 角川書店
- AKB48「希望的リフレイン」MV
- 2016年リオデジャネイロオリンピック閉会式「フラッグハンドオーバーセレモニー」検討メンバー（プランニング担当）[11][12]
- 東京2020 開会式・閉会式 4式典総合プランニングチーム
- 2021 ユニクロ『綾瀬はるかシリーズ(LifeとWear)』

## 受賞歴
ACC全日本CMフェスティバル グランプリ3回。TCC（東京コピーライターズクラブ ）最高賞6回。ADC（東京アートディレクターズクラブ）最高賞3回。カンヌ国際広告フェスティバル金賞。広告電通賞、朝日広告賞。日経広告賞。毎日広告デザイン賞最高賞。フジサンケイ広告賞グランプリ。JR東日本ポスターグランプリ2回。クリエーター・オブ・ザ・イヤー賞2度ほか。